# Palau consistorial de Cartagena
El Palau Consistorial de Cartagena, també conegut com a Ajuntament de Cartagena, és un dels principals edificis modernistes de la ciutat de Cartagena, obra de l'arquitecte val·lisoletà, Tomás Rico Valarino.

## Característiques

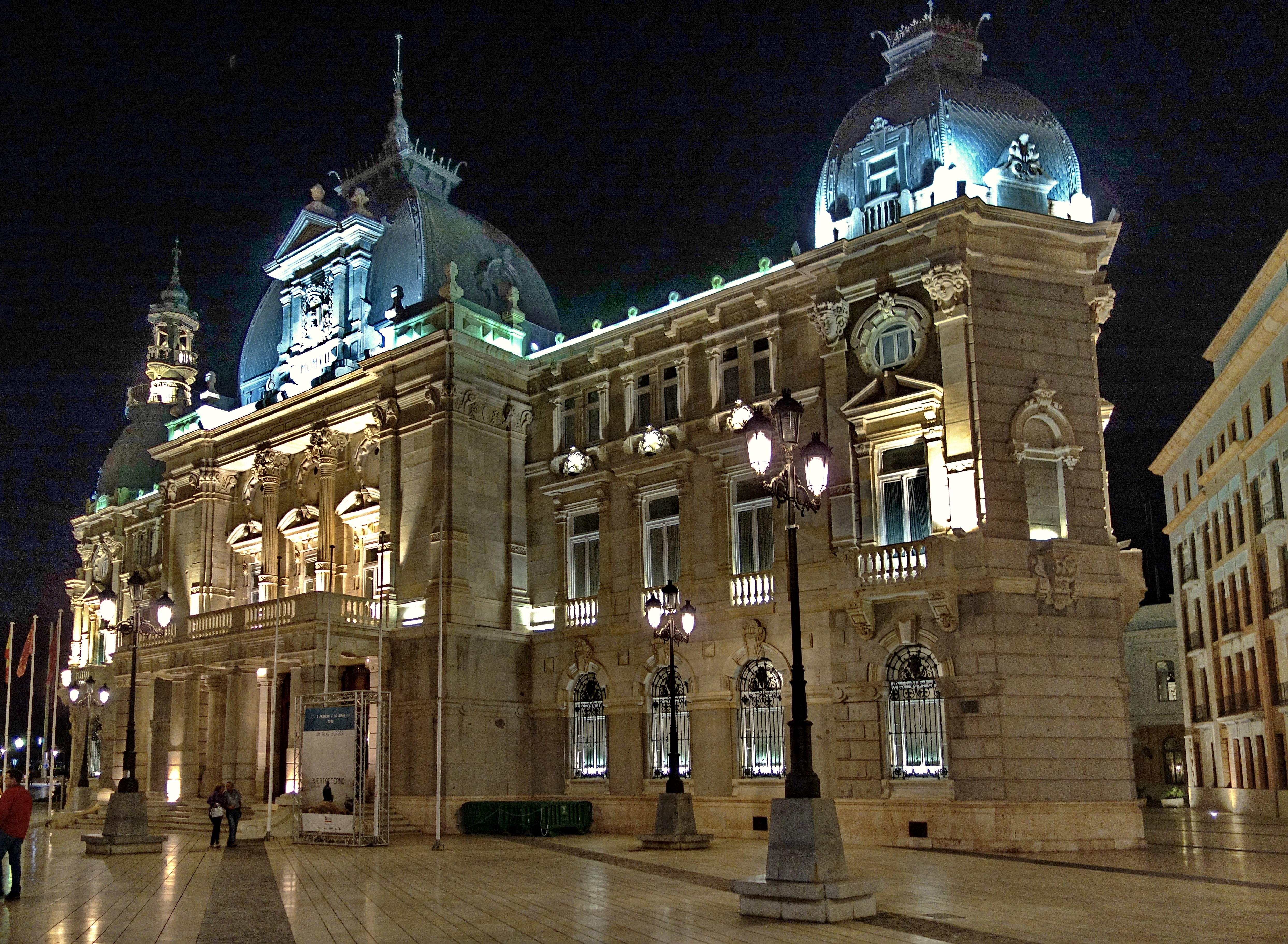
Vista nocturna del palau consistorial de Cartagena.

A causa de l'auge que va aconseguir la ciutat a principi del segle xx, l'antiga casa consistorial, d'estil herrerià, del segle xvi, s'havia quedat petita, per la qual cosa el 1900 es comença a construir un nou palau consistorial sobre el solar de l'antic, obres que finalitzarien el 1907.
És un edifici de planta triangular. La façana és completament feta en marbre blanc, i destaquen en la teulada les cúpules de zinc. Tot l'exterior està decorat repetides vegades amb els emblemes de la ciutat: el castell de la Concepció de l'escut de la ciutat, i la corona mural, concedida pel general romà Escipió quan va prendre la ciutat de Carthago Nova.
A l'nterior destaca la gran escala imperial entorn de la qual es troben diverses dependències municipals com el saló de plens i el despatx de l'alcalde. Són ressenyables les obres de fosa com a columnes i llums i la col·lecció de quadres de personatges il·lustres de la ciutat des del segle xviii.

## Ruïna i restauració
Va ser construïda sobre terrenys inestables guanyats al mar i els fonaments no es van fer segons les regles de l'art i així l'edifici va començar a sofrir importants danys estructurals que el van enrunar, per la qual cosa el 1995 se'l va tancar i es van escometre obres de restauració.
Diversos problemes legals amb la contracta de les obres van retardar les obres durant onze anys.
En 2006 van finalitzar aquestes obres de restauració i consolidació i, en l'actualitat, l'edifici torna a lluir amb la mateixa esplendor amb el qual va ser inaugurat fa cent anys.

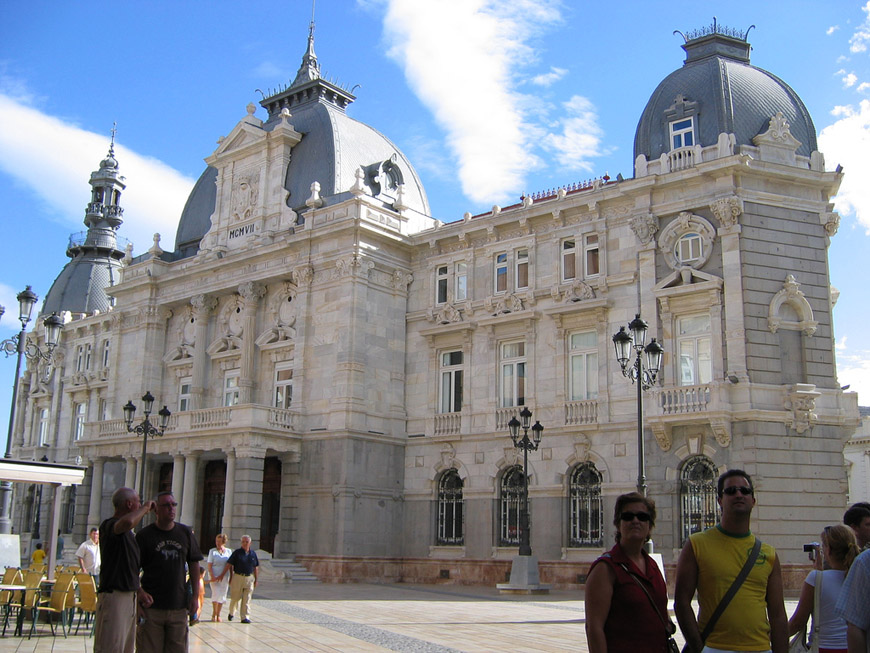
Façana.
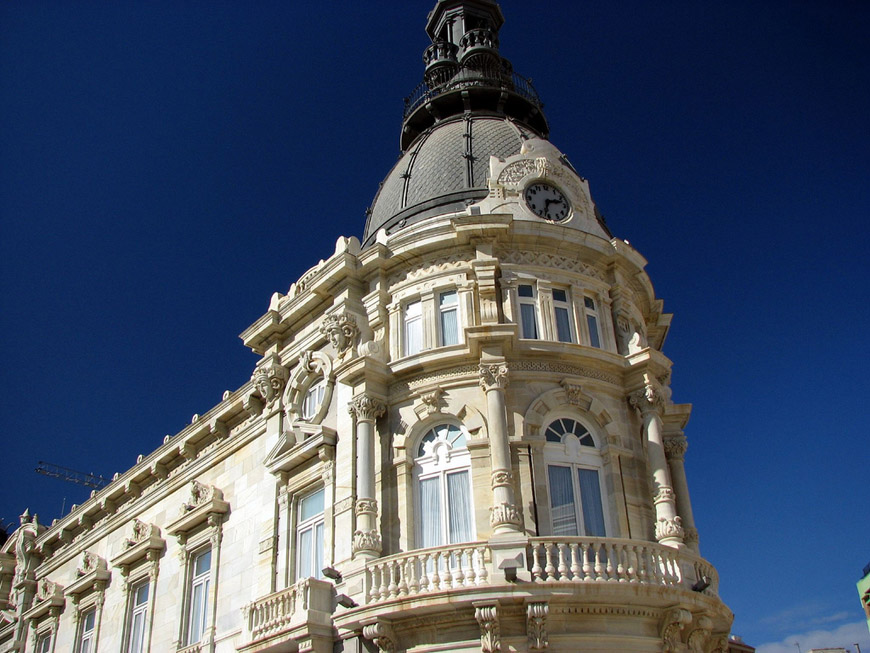
Coberta sobre la cantonada.
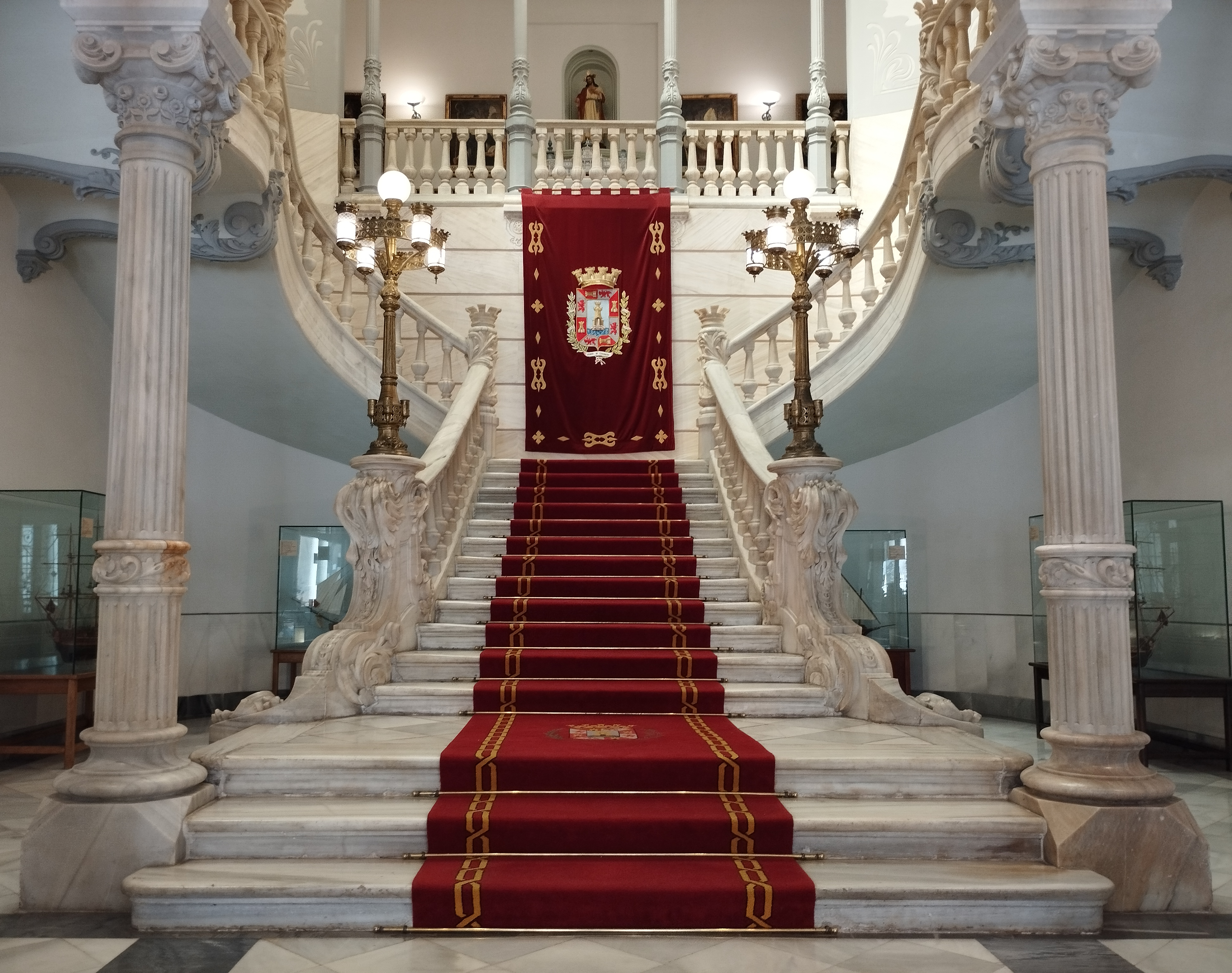
Escala imperial.
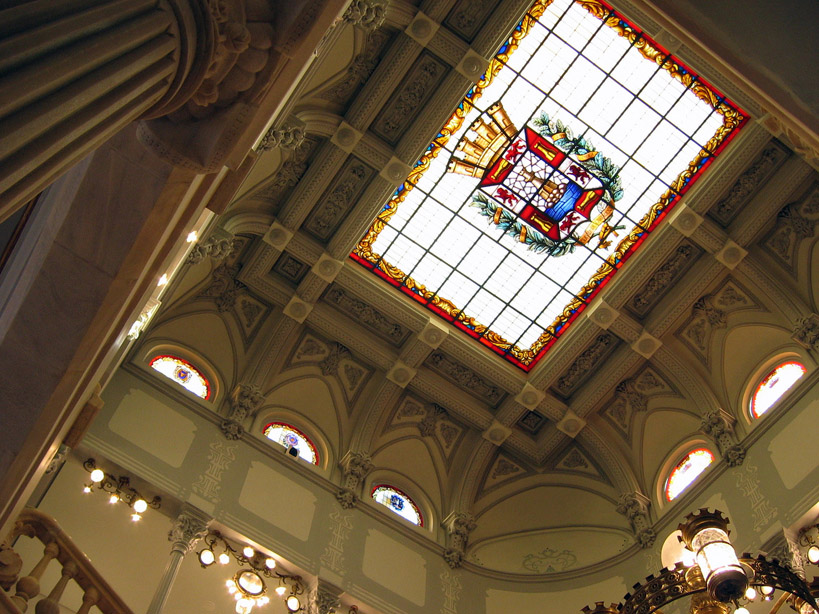
Coberta sobre l'escala.
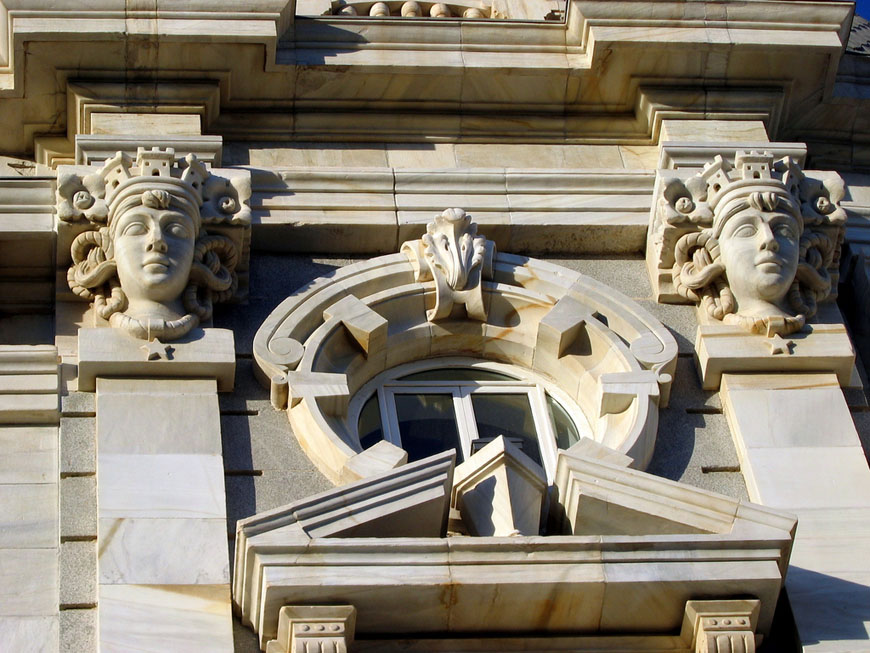
Mènsules amb la corona mural.